# Операционна зала
Операционната зала (на английски: Operating Room, Operating Theatre) е място в медицинското заведение, където се извършват операции.
Операционната зала е адаптирана по отношение на структура, размер и условия на средата за извършване на операция при условия на пълна стерилност и е оборудвана с цялото медицинско оборудване, необходимо за операцията, като същевременно се поддържа безопасността на пациента.

## Работна структура и оборудване
Леглото, на което пациентът лежи в операционната зала, се нарича операционна маса.
Оборудването в операционната зала включва:
- Устройства за мониторинг – наблюдение на сърдечната честота на пациента, записване на електрическата активност на сърцето, дихателна честота, кръвното налягане, телесната температура, кислородното насищане и нивата на газа в кръвта. Данните се показват на мониторите пред персонала. В операционната има също така устройства за бързи кръвни изследвания, независимо от болничните лаборатории;
- Оборудване за анестезия и дишане – включително апарат за командно дишане и тръба за захранване с кислородни и анестезиращи газове;
- Инструменти и материали за поддържащи грижи – инфузионно оборудване, електронни инфузионни помпи, инфузионни разтвори и лекарства. Освен това, при подготовката за операция, кръвта и кръвните продукти се въвеждат в операционната зала от кръвната банка на болницата в съответствие с очакваните хирургически нужди;
- Инструменти и материали за почистване, дезинфекция, шиене и превръзка;